# 罗德斯的西米亚斯
西米亚斯（英語：Simias, Simmias of Rhodes），约活动于公元前4世纪前后。古希腊诗人之一，生活于罗德斯岛。他著有四部不同文体的诗歌作品，其中包括短诗、警句以及抒情诗等。现存其三首有关游戏技巧的诗歌作品。他亦为一位语法学家，著有三部与之相关的学术著作。